# روبرت يونت
روبرت يونت (بالإنجليزية: Robert Yount)‏ هو كاتب أغاني أمريكي، ولد في 20 أكتوبر 1929 في أوكلاهوما سيتي في الولايات المتحدة، وتوفي في 30 يونيو 2005 في أوروفيل في الولايات المتحدة.

## روابط خارجية
- روبرت يونت على موقع ميوزك برينز (الإنجليزية)
- روبرت يونت على موقع ديسكوغز (الإنجليزية)